# Nvidia Tegra
Nvidia Tegra — серія систем на кристалі (SoC), розроблена корпорацією Nvidia для застосування у мобільних пристроях, таких як смартфони і планшетні комп'ютери. Чип Tegra об'єднує центральний процесор архітектури ARM, графічний процесор і системні контролери (такі як контролер пам'яті). Ранні чипи Tegra проєктувалися як енергоефективні рішення для обробки мультимедіа, в той час у новіших версіях наголос робиться на ігрових застосунках і прискоренні машинного навчання зі збереженням ефективного використання енергетичних запасів.
Першими серіями Tegra були APX 2500 (для смартфонів) і Tegra 600/650 (для PDA/MID).
APX 2500 представлена 12 лютого 2008 року, наступну лінійку[яку?] представлено 2 червня того ж року.

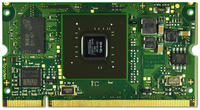
Colibri Tegra T2

## Технічні характеристики

### Tegra APX 2500
- Процесор: 600 MHz-овий мультиядерний процесор на ядрі ARM11 (за походженням ультранизьковольтний Geforce)
- Пам'ять: Флешпам'ять, мобільний DDR або NOR пам'ять
- Графіка: Графічний процесор [FWGA 854*480 пікселів]
  - Підтримка камер з роздільністю до 12 мегапікселів
  - РК-контролер з підтримкою роздільности до 1680x1050
- Пам'ять: IDE або SSD
- Відеокодек: аж до 720p H.264 і VC-1(інші мови) декодування та кодування до 720p H.264
- Відтворення MP3, WMA, та AAC аудіоформатів
- Забезпечення підтримки OpenGL ES 2.0, Direct3D Mobile, та програмовані шейдери завдяки основі ультранизьковольтної версії GeForce
- Порти виходу: HDMI, VGA, композитний, S-Video, стерео джек, USB
- технологія USB On-The-Go
- Технологія NVIDIA nPower™, завдяки якій можливе відтворення понад 10 годин HD-відео і понад 100 годин для аудіо

Швидкість процесора, графіки та південного мосту буде варіювати в залежності від мети кожної лінійки продуктів.

### Tegra 600
- Призначені для автомобільного та GPS сегментів
- 700 MHz
- Пам'ять: малопотужна DDR (166Mhz)
- SXGA, HDMI, USB, стерео джек
- HD камера 720 p

### Tegra 650
- Призначені для портативних гаджетів та ноутбуків
- 800 МГц
- низькопотужна пам'ять (DDR) (200 МГц)
- робочий діапазон потужності 2,5 ~ 4 ват

• Повсякденне користування медіа, відтворення до 130 годин аудіо, 30 годин HD-відео
- Обробка зображень із якістю (1920×1080), для сучасних цифрових фотоапаратів та відеокамер забезпечених HD-функціональністю
- Оптимізація апаратної підтримки для Web 2.0 застосунків пристосованих для звичайних настільних інтернет-орієнтованих розширень
- Підтримка дисплеїв з підтримкою 1080p HDMI, WSXGA+ РК та ЕЛТ, також NTSC/PAL ТВ-вихід
- Пряма підтримка WiFi, дисків, клавіатури, миші та інших периферійних пристроїв
- Повна підтримка BSP (Board Support Package — пакет підтримки платформи), що забезпечує швидке впровадження на ринок Windows Mobile-орієнтованих пристроїв

Примітка: функціональність може варіювати залежно від виробника
Перший пристрій на платформі Nvidia Tegra, як очікується, поступити в продаж на початку 2009 року.

## Корисні посилання
- Вебсайт NVIDIA Tegra APX  [Архівовано 8 листопада 2008 у Wayback Machine.]
- NVIDIA's Tegra FAQ [Архівовано 20 вересня 2008 у Wayback Machine.]
- Avionic Design Tamonten Tegra 2 Processor Board